# Güzide Sabri Aygün
Güzide Sabri Aygün (1886-1946) est une écrivaine turque, connue pour ses romans d'amour qui s'adressent à un large public. Ses œuvres sont aujourd'hui traduites en plusieurs langues.

## Biographie
Güzide Sabri est née en 1886 dans le quartier de Fındıklı, situé dans la partie occidentale de Constantinople. Sa mère, Nigar, est la nièce du poète Koniçeli Kâzım Paşa Par, et son père, Salih Resat, est un haut fonctionnaire du ministère de la Justice ottomane. Güzide Sabri a deux sœurs : Fatma Aliye et Emine Semiye.
Sa famille s'installe à Çamlıca, un quartier constantinopolitain dans lequel Güzide Sabri et ses sœurs passent leur enfance. Plus tard, sa famille quitte Constantinople pour s'installer en Anatolie (partie orientale de la Turquie actuelle), tandis que son père est forcé à l'exil en raison de son opposition au sultan Abdülhamid II.
Élevée dans un milieu privilégié, Güzide Sabri reçoit une éducation à domicile, dispensée par des précepteurs. Très tôt, elle s'intéresse à la littérature et est inspirée par son professeur Hodja Tahir Effendi, un érudit réputé. Malgré son jeune âge, elle se met à l'écriture. Elle reçoit peu d'encouragement de ses professeurs, qui préféreraient qu'elle traite de questions religieuses plutôt que de poésie ,.
Elle écrit son premier roman Münevver (L'intellectuel) en 1899, à l'âge de treize ans, en souvenir d'une de ses amies décédée de la tuberculose. Le roman, publié sous la forme d'un feuilleton dans le journal Hanımlara Mahsus (Pour les femmes), connait un certain succès. Deux ans plus tard, le roman est publié sous forme de livre et sera traduit en serbe,.
Güzide Sabri Aygun est considérée comme l'une des premières romancières turques à connaître une notoriété de dimension internationale. Tout d'abord, elle maintient ses distances avec la revue Servet-i Fünun (Richesse de la connaissance), alors très en vogue pour la littérature turque ; mais accepte finalement que ses écrits y soient publiés, comme dans d'autres revues du pays,.
Ses romans, rédigés à la fois durant la monarchie constitutionnelle (1908-1921) et l'époque républicaine (à partir de 1922), deviennent vite populaires et sont réédités à plusieurs reprises. Certains feront l'objet d'adaptations cinématographiques, notamment son deuxième roman, Ölmüş Bir Kadının Evrak-ı Metrûkes (Les documents abandonnés d'une femme morte). Publié pour la première fois en 1901, il connait un grand succès et fera l'objet de nombreuses rééditions,. Sa popularité le conduira à être adapté à l'écran à deux reprises, en 1956 et 1969, et à être traduit en arménien. Hicran Gecesi (La nuit du chagrin), roman publié en 1930, dans laquelle elle raconte l'histoire d'un amour interdit et impossible, fera également l'objet d'une adaptation cinématographique en 1968.
Elle meurt en 1946 dans la ville de Giresun.

## Œuvres
- Münevver (1901)
- Ölmüş Bir Kadının Evrak-ı Metrûkesi (1905)[5]
- Fikret ve Nedret (1922)[9]
- Yaban Gülü (1926)
- Hüsran (1928)
- Hicran Gecesi (1930)
- Gecenin Esrarı (1934)
- Necla (1941)
- Mazinin Sesi (1944)